# Polly Walker
Polly Alexandra Walker (Warrington, 19 de maio de 1966) é uma atriz britânica. Entre seus trabalhos mais notórios estão os filmes Enchanted April (1991), Patriot Games (1992), Clash of the Titans (2010) e John Carter (2012), além das séries dramáticas Roma (2005-2007) da BBC Two e Bridgerton (2020-) da Netflix.

## Juventude
Walker nasceu em Warrington, Lancashire. Ela frequentou a Escola Primária Padgate Church of England em Warrington e a Bush Davies School of Ballet and Performing Arts em East Grinstead até ingressar na Rambert School of Ballet and Contemporary Dance de Twickenham aos 16 anos. Ela teve que abandonar a dança após uma lesão na perna aos 18 anos. Ela então decidiu se tornar atriz.

## Carreira
Walker conseguiu o papel-título na série de televisão Lorna Doone antes de fazer sua estreia no cinema em Journey of Honor (1991). Nesse mesmo ano, ela apareceu em Les Equilibristes e em Enchanted April, de Mike Newell, no qual interpretou uma aristocrata ansiosa para escapar das atenções de seus persistentes admiradores masculinos. Walker ganhou atenção internacional pela primeira vez em 1992 como uma obstinada membro inglesa de um grupo terrorista irlandês em Patriot Games de Phillip Noyce. Ela apareceu na adaptação de Douglas McGrath de Emma, de Jane Austen, em 1996, como Jane Fairfax, a rival da personagem titular.
Em 2003, ela teve um papel principal na série dramática da BBC, State of Play. Entre 2005 e 2007, Walker interpretou Ácia dos Julianos em ambas as temporadas da série de televisão Roma da BBC Two. Seu desempenho lhe rendeu uma indicação ao Globo de Ouro em 2006 de Melhor Atriz em Série de Televisão - Drama.
Em seguida, ela interpretou a sinistra Catherine Braithwaite em "Deus Ex Machina", uma história de dois episódios da série policial da BBC Waking the Dead, que também foi ao ar em janeiro de 2007. Em maio de 2007, ela apareceu como Lady Bess Sedgwick. em Marple: At Bertram's Hotel da ITV, e depois interpretou a herdeira do açúcar Ellis Samuels no drama de televisão da CBS Cane, que estreou em 25 de setembro de 2007. Em maio de 2008, Walker foi escalada como Irmã Clarice Willow, diretora de uma escola religiosa particular, na série prequela de Battlestar Galactica da Syfy, Caprica. Ela apareceu no remake de fantasia de ação de Louis Leterrier de 2010, Clash of the Titans como Cassiopeia.
Em 2011, ela estrelou como Ranna Seneschal, líder da cidade subterrânea de Praxis, no programa de fantasia científica de Candian, Sanctuary. Walker estrelou o drama policial da BBC, Prisoners' Wives, como a esposa de um criminoso, Francesca Miller, de 2012 a 2013. Ela participou do filme de ação e aventura de ficção científica John Carter, de Andrew Staunton, em 2012, como Sarkoja, uma Thark impiedosa. Em 2014, ela teve um papel recorrente como a personagem Delphine Day na série Mr Selfridge da ITV.
Em 2018, Walker estrelou como Bel, a personagem principal de Age Before Beauty. De 2019 a 2022, ela interpretou a dominatrix Margaret “Peggy” Skyes na série dramática de ação e crime Pennyworth. Em 2020, ela apareceu como Lady Lunete, a Rainha Regente e mãe de Uther Pendragon, uma personagem recorrente por 5 episódios na série da Netflix, Cursed. Desde dezembro de 2020, Walker estrelou a série da Netflix Bridgerton como Lady Portia Featherington. Ela recebeu uma indicação ao Screen Actors Guild Award em 2021 com o elenco da série pelo prêmio Melhor Performance de uma Equipe em Série de Drama.

## Vida pessoal
Em 23 de outubro de 2008, Walker casou-se com o ex-ator Laurence Penry-Jones (irmão de Rupert Penry-Jones), com quem morou nos Estados Unidos por vários anos. Em 2015, eles voltaram para Londres.

## Filmografia

### Cinema
| Year | Title                     | Role                     | Notes                                                            |
| ---- | ------------------------- | ------------------------ | ---------------------------------------------------------------- |
| 1991 | Journey of Honour         | Cecilia                  | Título original: "Kabuto", conhecido também como "Shogun Mayeda" |
| 1991 | Ao Fim da Noite           |                          |                                                                  |
| 1991 | Walking a Tightrope       | Hélène Lagache           |                                                                  |
| 1992 | Enchanted April           | Caroline Dester          |                                                                  |
| 1992 | Patriot Games             | Annette                  |                                                                  |
| 1993 | The Trial                 | Leni                     |                                                                  |
| 1993 | Sliver                    | Vida Warren              |                                                                  |
| 1995 | Restoration               | Celia Clemence           |                                                                  |
| 1996 | Emma                      | Jane Fairfax             |                                                                  |
| 1997 | Roseanna's Grave          | Cecilia                  |                                                                  |
| 1997 | Robinson Crusoe           | Mary McGregor            |                                                                  |
| 1997 | The Gambler               | Polina                   |                                                                  |
| 1997 | Bastard                   | Mara                     |                                                                  |
| 1998 | Curtain Call              | Julia                    |                                                                  |
| 1998 | Talk of Angels            | Mary Lavelle             |                                                                  |
| 1998 | Dark Harbor               | Alexis Chandler Weinberg |                                                                  |
| 1999 | 8½ Women                  | Palmira                  |                                                                  |
| 2000 | After Alice               | Dr. Vera Swann           |                                                                  |
| 2002 | D-Tox                     | Jenny Munroe             |                                                                  |
| 2002 | Savage Messiah            | Paula Jackson            |                                                                  |
| 2004 | Control                   | Barbara Copeland         |                                                                  |
| 2006 | Scenes of a Sexual Nature | Esther                   |                                                                  |
| 2010 | Clash of the Titans       | Cassiopeia               |                                                                  |
| 2012 | John Carter               | Sarkoja                  |                                                                  |

### Televisão
| Ano           | Título                                 | Papel                      | Notas                                 |
| ------------- | -------------------------------------- | -------------------------- | ------------------------------------- |
| 1989          | Storyboard                             | Margaret Niner             | Episódio: "Hunted Down"               |
| 1989          | Rules of Engagement                    | Fiona                      | Minissérie, 2 episódios               |
| 1990          | Agatha Christie's Poirot               | Nick Buckley               | Episódio: "Peril at End House"        |
| 1990          | Screen Two                             | Nadja                      | Episódio: "The Kremlin, Farewell"     |
| 1990          | Lorna Doone                            | Lorna Doone                | Telefilme                             |
| 1992          | A Dangerous Man: Lawrence After Arabia | Madame Dumont              | Telefilme                             |
| 1992          | The Secret World of Spying             | Annette                    | Telefilme                             |
| 1997          | The Woodlanders                        | Sra. Charmond              | Telefilme                             |
| 2002          | Jeffrey Archer: The Truth              | Sra. Archer                | Telefilme                             |
| 2003          | The Mayor of Casterbridge              | Lucetta Templeman          |                                       |
| 2003          | State of Play                          | Anne Collins               | 6 episódios                           |
| 2005–2007     | Rome                                   | Ácia dos Julianos          | 22 episódios                          |
| 2007          | Waking the Dead                        | Catherine Braithwaite      | 2 episódios: "Deus Ex Machina"        |
| 2007          | Agatha Christie's Marple               | Bess Sedgwick              | Episódio: "At Bertram's Hotel"        |
| 2007          | Cane                                   | Ellis Samuels              | 13 episódios                          |
| 2009          | Numbers                                | Dra. Lorna Ludlow          | Episódio: "Animal Rites"              |
| 2009–2010     | Caprica                                | Clarice Willow             | 17 episódios                          |
| 2010          | Sanctuary                              | Ranna Seneschal            | 2 episódios                           |
| 2011          | Psych                                  | Randa Tabet                | Episódio: "Shawn Rescues Darth Vader" |
| 2012–2013     | Prisoners' Wives                       | Francesca Miller           | 10 episódios                          |
| 2012          | The Mentalist                          | Agente do FBI Alexa Shultz | 2 episódios                           |
| 2013          | Warehouse 13                           | Charlotte Dupres           | 4 episódios                           |
| 2014          | Mr Selfridge                           | Delphine Day               | 9 episódios                           |
| 2015          | The Syndicate                          | DI Lynn Baker              | 6 episódios                           |
| 2016          | Paranoid                               | Monica Wayfield            | 5 episódios                           |
| 2016; 2019    | Line of Duty                           | Gill Biggeloe              | Temporada 3 e 5                       |
| 2018          | Age Before Beauty                      | Bel Finch                  | 6 episódios                           |
| 2019-2022     | Pennyworth                             | Margaret "Peggy" Sykes     | 17 episódios                          |
| 2020          | Cursed                                 | Lady Lunete                | 5 episódios                           |
| 2020-presente | Bridgerton                             | Lady Portia Featherington  | Papel regular                         |
| 2025          | Bookish                                | Trottie Book               | 6 episódios                           |

### Teatro
| Ano       | Título                   | Papel                  | Diretor(a)   | Local                  | Notas                                 | Ref.          |
| --------- | ------------------------ | ---------------------- | ------------ | ---------------------- | ------------------------------------- | ------------- |
| 1988-1989 | Hamlet                   | Segundo Coveira        | Ron Daniels  | -                      | Turnê com a Royal Shakespeare Company | [ 19 ] [ 20 ] |
| 1989      | As You Like It           | Phoebe                 | Tim Albery   | The Old Vic            |                                       | [ 21 ]        |
| 1989      | Hess is Dead             | Luber de caridade      | Danny Boyle  | Almeida Theatre        | Royal Shakespeare Company             | [ 22 ]        |
| 2001      | Finding the Sun          | Cordelia               | Anthony Page | Royal National Theatre |                                       |               |
| 2003      | Les Liaisons Dangereuses | A Marquesa De Merteuil | Tim Fywell   | Playhouse Theatre      | Ambassador Theatre Group              | [ 23 ]        |

### Dramas em Áudio
| Ano  | Título                                   | Papel                | Notas                          | Ref.          |
| ---- | ---------------------------------------- | -------------------- | ------------------------------ | ------------- |
| 2017 | Doctor Who: The Fourth Doctor Adventures | Comandante de Nárnia | Episódio: "The Movellan Grave" | [ 24 ] [ 25 ] |

### Video games
| Ano  | Título    | Papel              | Notas |
| ---- | --------- | ------------------ | ----- |
| 2010 | Dark Void | Ava, Sobreviventes |       |

## Prêmios e indicações
| Ano  | Prêmio                               | Categoria                                                                                          | Trabalho       | Resultado | Ref.   |
| ---- | ------------------------------------ | -------------------------------------------------------------------------------------------------- | -------------- | --------- | ------ |
| 2003 | Genie Awards                         | Melhor Desempenho de uma Atriz em um Papel Principal                                               | Savage Messiah | Indicada  | [ 26 ] |
| 2005 | Satellite Awards                     | Atriz de Destaque em um Papel Coadjuvante em uma Série, Minissérie ou Filme feito para a Televisão | Rome           | Indicada  | [ 27 ] |
| 2005 | Online Film & Television Association | Melhor Atriz Coadjuvante em Série Dramática                                                        | Rome           | Venceu    | [ 28 ] |
| 2006 | Golden Globe Awards                  | Melhor Atriz em Série de TV Dramática                                                              | Rome           | Indicada  | [ 29 ] |
| 2021 | Screen Actors Guild Awards           | Excelente desempenho de um conjunto em uma série dramática                                         | Bridgerton     | Indicada  | [ 17 ] |